# Il est né, le divin enfant
Il est né, le divin enfant è un tradizionale canto natalizio francese della fine del XIX secolo.
La melodia (derivata da La tête bizarde del XVII secolo) fu pubblicata per la prima volta nel 1862 o nel 1874 da R. Grosjean, organista della cattedrale di Saint-Dié, in una raccolta di canti natalizi della Lorena intitolata Airs des noêl lorrains, mentre il testo invece fu pubblicato per la prima volta nella raccolta Noêls anciens, edita tra il 1875 e il 1876 da Dom G. Legeay.

## Testo
Il testo, che si compone di quattro strofe (di quattro versi ciascuna), parla della Nascita di Gesù e di come questo avvenimento fosse atteso da ben 4.000 anni, cioè da quando i Profeti lo avevano annunciato; cita inoltre la partenza dei Re Magi, definiti grands rois de l'Orient:
Ritornello:

Il est né le divin enfant,

Jouez hautbois, résonnez musettes !

Il est né le divin enfant,

Chantons tous son avènement !

Depuis plus de quatre mille ans,

Nous le promettaient les prophètes

Depuis plus de quatre mille ans,

Nous attendions cet heureux temps.

Ritornello

Ah ! Qu'il est beau, qu'il est charmant !

Ah ! que ses grâces sont parfaites !

Ah ! Qu'il est beau, qu'il est charmant !

Qu'il est doux ce divin enfant !

Ritornello

Une étable est son logement

Un peu de paille est sa couchette,

Une étable est son logement

Pour un dieu quel abaissement !

Ritornello

Partez, grands rois de l'Orient !

Venez vous unir à nos fêtes

Partez, grands rois de l'Orient !

Venez adorer cet enfant !

Ritornello

Il veut nos cœurs, il les attend :

Il est là pour faire leur conquête

Il veut nos cœurs, il les attend :

Donnons-les lui donc promptement !

Ritornello

O Jésus ! O Roi tout-puissant

Tout petit enfant que vous êtes,

O Jésus ! O Roi tout-puissant,

Régnez sur nous entièrement !

Ritornello

## Versioni in altre lingue
Il testo è stato adattato in inglese come:  He Is Born, the Holy Child (tradotto da George K. Evans, nel 1963); He Is Born, The Heav'nly Child (tradotto da Edward Bliss Reed); He Is Born, The Divine Christ Child (in due versioni di anonimi traduttori); Born Is He, Little Child Divine (tradotto da John Morrison); ecc.:

## Versioni discografiche
Il brano è stato inciso, tra gli altri, da Roberto Alagna, Petula Clark, Plácido Domingo, Joel Ramone, Winchester Cathedral Choir, Annie Lennox, Siouxsie and the Banshees e altri.